# Antonio Manso Fernández
Antonio Manso Fernández (Madrid, 1934-1993) fue un grabador español. Era considerado como el mejor grabador del mundo en la difícil técnica del buril. Su virtuosismo artístico se vio reflejado en la factura del anverso de los de los billetes de 100 pesetas dedicados a Falla y a Bécquer, los de 1000 pesetas dedicadas a San Isidoro, a Carlos III y a Antonio Cánovas del Castillo, los de 5000 pesetas al Rey Juan Carlos.

## Biografía
En 1949 ingresó en la Escuela Nacional de Artes Gráficas donde realizó estudios en las especialidades de grabado, dibujo y fotografía con profesores de la talla de Manuel Castro-Gil y José Luis Sánchez Toda. Surgió desde entonces una sincera amistad y una excelente relación profesional entre estos tres artistas. En el mismo año comenzó su actividad como aprendiz en la Escuela de Formación de la Fábrica Nacional de Moneda y Timbre (actual Real Casa de la Moneda). Compatibilizó estos estudios con los de Bachillerato y de Dibujo y Grabado. Más tarde acudió a la Escuela Superior de Bellas Artes de San Fernando. Vinculado a la sección de Grabado Artístico de  la Fábrica Nacional de Moneda y Timbre, realizó en ésta toda su carrera profesional. En 1989 fue nombrado Grabador Mayor de la Casa de la Moneda. Asimismo, fue profesor en la Escuela de Artes Gráficas y en la Escuela de Grabado creado por la Fundación Casa de la Moneda con el único objetivo de mantener vivo un arte que convierte los billetes y sellos no sólo en documentos de alta seguridad, sino en pequeñas obras de arte que transmiten la cultura, historia y sociedad de un país. En reconocimiento por su labor y categoría humana, el Ayuntamiento de Madrid decretó que se pusiera una placa conmemorativa en su nombre. 
Su actividad principal fue el grabado de numerosos paisajes, retratos, monumentos históricos y otras muchas inspiraciones que creía merecedoras de recordarse como expresión de la vida. Muchas de sus obras se conservan en la FNMT que editó Antonio Manso. Grabador. 1934-1993 y un sello conmemorativo de su labor como grabador de la misma casa en 1998. 
Falleció el 1 de octubre de 1993 debido a un infarto de miocardio mientras dormía.